# Eugeniusz Grasberg
Eugeniusz (Eugene) Grasberg (ur. 13 listopada 1920 w Warszawie, zm. 2011 w Filadelfii) – polski ekonomista, mieszkający w Stanach Zjednoczonych.

## Życiorys
Syn Henryka i Bronisławy z domu Cwi. Brat Ireny Koprowskiej, lekarza i cytologa. Uczęszczał kolejno do warszawskich gimnazjów: im. Szulca, Mikołaja Reja i Adama Mickiewicza. Maturę zdał w 1938 r. W latach 1938–1939 uczył się w Wolnej Wszechnicy Polskiej w Warszawie.
Podczas II wojny światowej walczył w kampanii wrześniowej w 4 baterii Obrony Warszawy (wrzesień 1939). Dostał się do obozu jeńców w Łowiczu, uciekł następnie z pociągu jeńców, jadącego do Niemiec i powrócił do Warszawy. W latach 1940–1943 pracował w Miejskim Zakładzie Zaopatrywania, zajmował się administracją piekarni produkujących tzw. „chleb kartkowy”. Brał udział w powstaniu warszawskim, walczył w batalionie Armii Krajowej im. Jana Kilińskiego w Śródmieściu. Ranny pod koniec września 1944 r. Po ewakuacji Warszawy przebywał w rejonie Grodziska Mazowieckiego. Pracował następnie w Polskim Radio (opracowując wiadomości gospodarcze) i uczył się w Szkole Głównej Handlowej w Warszawie.
W 1948 r. wyjechał do Szwecji, a rok później do Kanady. Studiował na McGill University w Montrealu. W 1953 r. został doktorem ekonomii. W latach 1954–1958 był wykładowcą nauk ekonomicznych Uniwersytetu New Brunswick, Frederictown w Nowym Brunszwiku (Kanada). Następnie doradca ekonomiczny rządu Haiti (Port-au-Prince, 1959–1963). W latach 1964–1967 pracował w National Planning Association, w Waszyngtonie. W latach 1968–1973 ponownie doradca rządu Haiti w sprawach planowania, z ramienia Banku Światowego (World Bank). Przedstawiał następnie raporty o możliwościach inwestycyjnych w różnych krajach Afryki dla O.P.I.C. (Overseas Private Investment Corporation – agencja rządu USA, 1973–1975, w tym w Egipcie, w latach 1976–1977). Od 1978 do 1990 r. prowadził badania na Wyspach Karaibskich dla organizacji Partnership for Productivity, zaangażowanej przez USAID (U.S. Agency for International Development). W latach 1990–1994 pracował dla USAID na Madagaskarze, zajmując się badaniami i pomocą dla eksportu produktów rolniczych i botanicznych.
Od 1995 r. na emeryturze, mieszkał w Crossland w Pensylwanii.

## Publikacje
- Development – project format: a design for maximum information (National Planning Association. Center for Development Planning, U.S. Agency for International Development 1966, 1967).
- Analysis of the grain – marketing system in Chad (Development Alternatives, Inc. (DAI), USAID Bureau for Africa, Regional Economic Development Services Ofc. (REDSO) West Africa 1988).
- Agricultural marketing and processing system of the Central African Republic: an appraisal and outline for follow-up activities (wespół z H. Scharem i G. Neillem; Abt Associates, Inc.; Deloitte, Haskins and Sells; University of Idaho. College of Agriculture. Postharvest Institute for Perishables; USAID Bureau for Science and Technology. Ofc. of Rural and Institutional Development 1989).